# Alexander Maunder
Alexander Elsdon Maunder (* 3. Februar 1861 in Loxbeare in der englischen Grafschaft Devon; † 2. Februar 1932 in Bickleigh) war ein britischer Sportschütze.

## Erfolge
Alexander Maunder nahm an den Olympischen Spielen 1908 in London und 1912 in Stockholm im Trap teil. Die Einzelkonkurrenz 1908 beendete Maunder mit 57 Punkten punktgleich mit Anastasios Metaxas auf dem dritten Platz hinter Walter Ewing und George Beattie und gewann so die Bronzemedaille. Im Mannschaftswettbewerb belegte er mit der ersten britischen Mannschaft vor Kanada und der zweiten britischen Mannschaft den ersten Platz. Mit insgesamt 407 Punkten und damit zwei Punkten Vorsprung vor den Kanadiern hatten sich die Briten, deren Team neben Maunder noch aus James Pike, Charles Palmer, John Postans, Frank Moore und Peter Easte bestand, die Goldmedaille gesichert. Maunder war mit 83 Punkten der beste Schütze der Mannschaft. Vier Jahre darauf kam er im Einzel nicht über den 49. Platz hinaus, gewann mit der Mannschaft aber erneut eine Medaille. Mit 511 Punkten hielt man die deutsche Mannschaft um einen Punkt auf Abstand und sicherte sich hinter der US-amerikanischen Mannschaft (532 Punkte) die Silbermedaille. Maunder war dieses Mal mit 89 Punkten zweitbester Schütze der Mannschaft, zu der außerdem Harold Humby, William Grosvenor, George Whitaker, Charles Palmer und John Butt gehörten.
Er wurde zunächst auch für die Olympischen Spiele 1924 nominiert, woraufhin Maunder, dann 63 Jahre alt, aber darum bat, den Startplatz einem jüngeren Schützen zur Verfügung zu stellen.